# Josep Escaner i Fontavella
Josep Escaner i Fontavella (València, 9 de desembre de 1698 - València, 10 de setembre de 1771) fou un religiós dominic, gramàtic i poeta en llatí.
Vestí l'hàbit en el convent de Predicadors de València el 10 de setembre de 1715, i professà l'11 del mateix mes de l'any següent. Ensenyà gramàtica llatina durant molts anys en el col·legi de Tortosa, i obtingué dues vegades el priorat en el convent de Castelló de la Plana i una en el d'Ulldecona. El 1755, amb motiu de les festes amb què fou celebrat a València el tercer centenari de la canonització de sant Vicent Ferrer, compongué dues obres en llatí macarrònic: un ban cridant a la festa en els quatre quarters de la ciutat (Russafa, Campanar, Benimaclet i Patraix), en noranta-dos versos heroics, intitulat Vandus generales…, que fou tan ben rebut que s'hagué de reimprimir moltes vegades, i una Risposta particularis… en cent vuitanta-set versos heroics. Tant l'una com l'altra s'imprimiren sense fer-hi constar el nom de l'autor. De caràcter diferent és l'altra obra, en dístics llatins, reportada també per Just Pastor Fuster: la descripció dels llocs de la Vall d'Uixó en cinc-cents deu versos manuscrits que Escaner dedicà al seu gran amic i corresponsal, el jurista Bernat Ballester.

## Obres
- Vandus generales heroico macarronicus pervetusti rati penati mandatus publicari, et intimari per vos veridarios… Expeditus Valentiæ, ac firmatus super Micaletum manu propia ipsius Ratipennati subscribentibus Gigantibus et Nanis antiquioribus die 28 Maii anni 1755. València: Imp. José Tomás Lucas.
- Risposta particularis heroico macarronica primi quartelis urbis, data in Capitali ipsius nempe Ruzafa, die 7 Junii ann. 1755. Llonchæ oliariæ forti sustentatori Engonario veretariorum primo, quam portavit ad pervetustum Ratum pennatum die 7 ejusdem mensis. València: Imp. José Estevan Dolz.
- Descripción de los lugares recayentes en la Valle de Uxó, reino de Valencia, ms. conservat en la llibreria dels Dominics de València.